# Pinokio (komiks)
Pinokio (tytuł oryg. Pinocchio) – francuski komiks autorstwa Vincenta Paronnaud, tworzącego pod pseudonimem Winshluss, opublikowany w 2008 przez wydawnictwo Les Requins Martaux. Polskie tłumaczenie ukazało się w 2010 nakładem wydawnictwa Kultura Gniewu.

## Fabuła
Pinokio to wolna adaptacja powieści dla dzieci pod tym samym tytułem autorstwa Carla Collodiego. W wersji Winshlussa akcja rozgrywa się w XX wieku, a Pinokio to mały robot przeznaczony do zabijania, stworzony przez wynalazcę Geppetta. Wskutek przypadkowego działania karalucha Jiminy'ego (a nie świerszcza z powieści Collodiego), mieszkającego w głowie Pinokia, robot wyrusza w świat.

## Konwencja i styl
Komiks zawiera wiele brutalności i obsceniczności, będąc odwróceniem klasycznej powieści Collodiego. Ukazuje w groteskowy sposób przemoc wobec dzieci, okrucieństwo wojny, zniszczenie środowiska naturalnego, fanatyzm religijny, narkomanię, prostytucję i inne skrajne zjawiska. W warstwie stylistycznej Pinokia Winschlussa widoczna jest inspiracja komiksami Roberta Crumba, Willa Eisnera i tradycyjnymi ilustracjami książkowymi. 

## Odbiór
Pinokio został przychylnie przyjęty przez krytykę. W 2009 Winshluss otrzymał za niego Nagrodę za najlepszy komiks na Międzynarodowym Festiwalu Komiksu w Angoulême.